# Chordodes kivuensis
Chordodes kivuensis är en tagelmaskart som beskrevs av Sciacchitano 1958. Chordodes kivuensis ingår i släktet Chordodes och familjen Chordodidae. Inga underarter finns listade i Catalogue of Life.